# Periferiche PlayStation
Le periferiche PlayStation sono una parte molto importante della console Sony: per essa, infatti, sono stati prodotti molti accessori per potenziare l'esperienza di gioco.
Per semplicità verranno riportate le periferiche più diffuse, "stravaganti" e originali della casa costruttrice Sony o Namco (le periferiche compatibili prodotte da altre aziende sono troppe per esser menzionate tutte).
Alcune sono delle vere rarità; niente vieta però che si possano trovare dei sostituti o delle copie riprodotte oggi da altre case costruttrici.
Per una questione di equità le voci sono ordinate in ordine alfabetico; vicino alla periferica viene indicata anche la console compatibile.

## Adattatore
- Adattatore AC

## Auricolare
- Auricolare wireless con microfono (PS3)

## Base di ricarica
- DualShock 3
- DualShock 4
- DualSense
- PlayStation Move

## Chitarre
- Kramer Guitar Hero (PS2)
- SG Guitar Hero (PS2)

## Controller
- Accessorio di tiro PlayStation Move (PS3)
- Volante da gara PlayStation Move (PS3)
- Controller di navigazione PlayStation Move (PS3/PS4)
- PlayStation Move (PS3/PS4/PS5)[1]
- Controller di mira PlayStation VR (PS4/PS5)[1][2]

## Cuffie
- Cuffie wireless con microfono PULSE Elite (PS3/PS4/PS VITA)
- Cuffie wireless stereo con microfono (PS3/PS4/PS VITA)
- Cuffie wireless con microfono Platinum (PS4/PS5)
- Cuffie wireless con microfono PULSE 3D (PS4/PS5)
- Gold Wireless Headset (PS4/PS5)
- NUOVE Gold Wireless Headset (PS4/PS5)

## Display

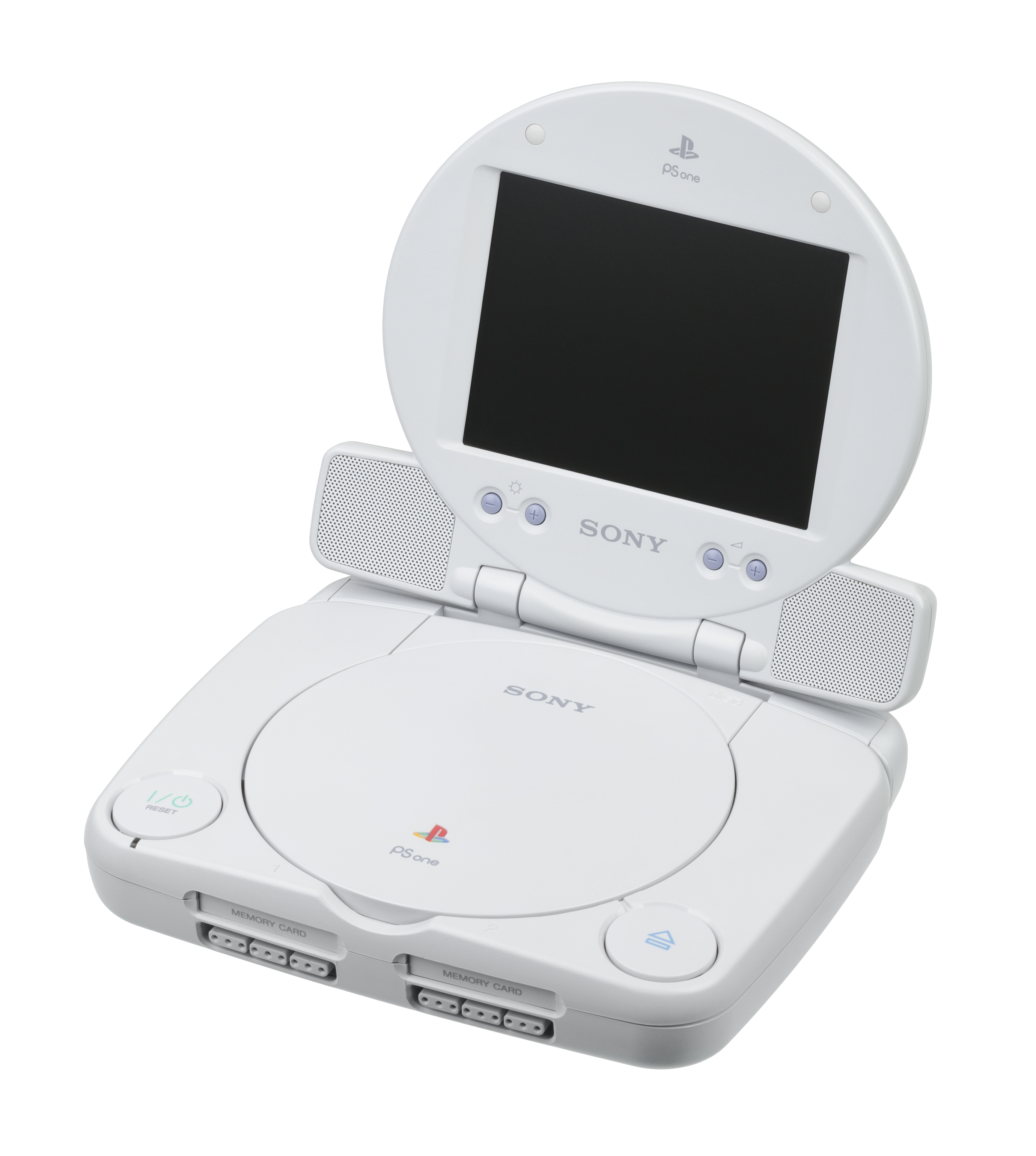
Schermo e casse per PlayStation one

- LCD Screen (PSone)

## Espansioni multigiocatore
- Link cable (PS1)
- Multitap (PS1/PS2)
- Adattatore di rete (PS2)

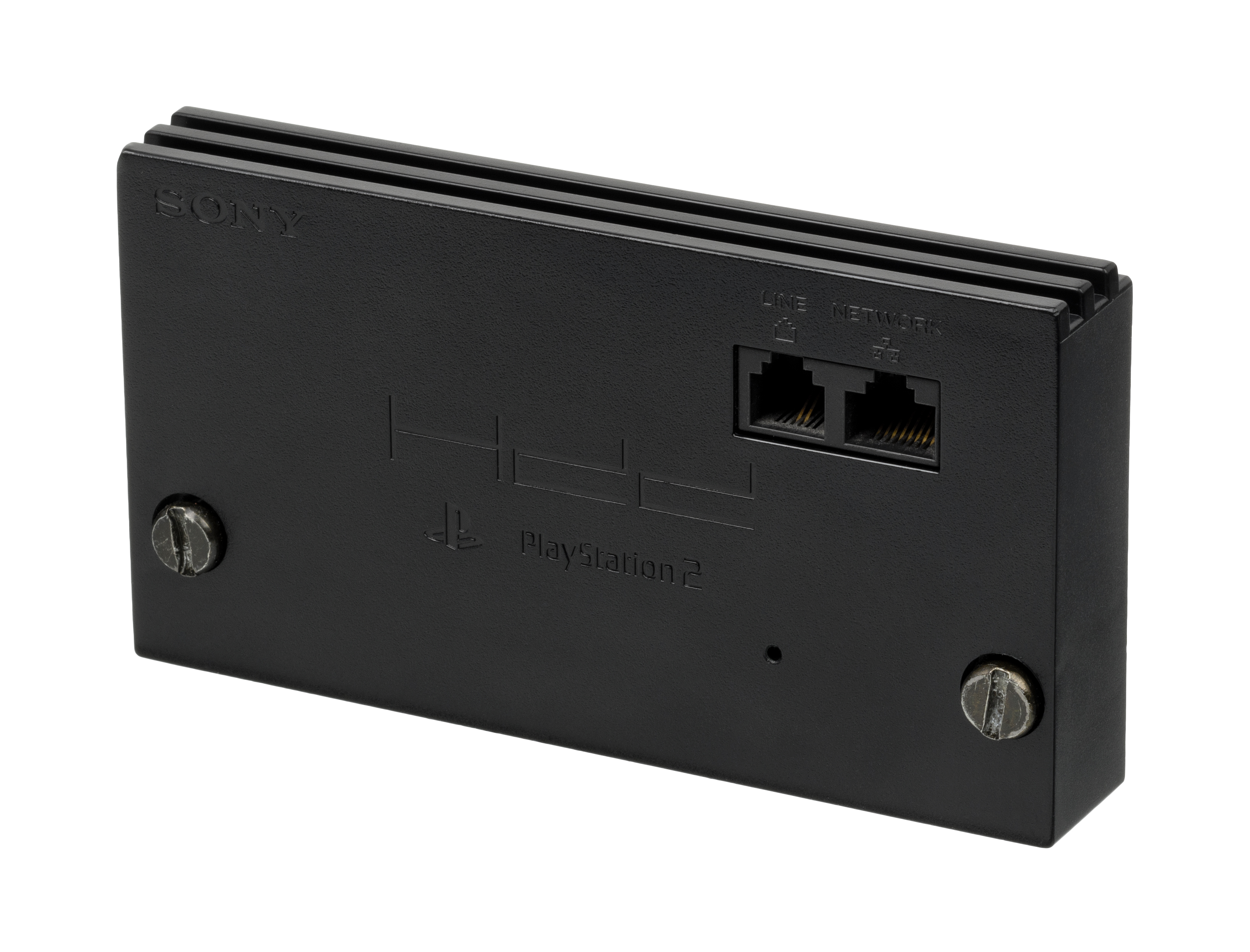
Adattatore di rete per PlayStation 2

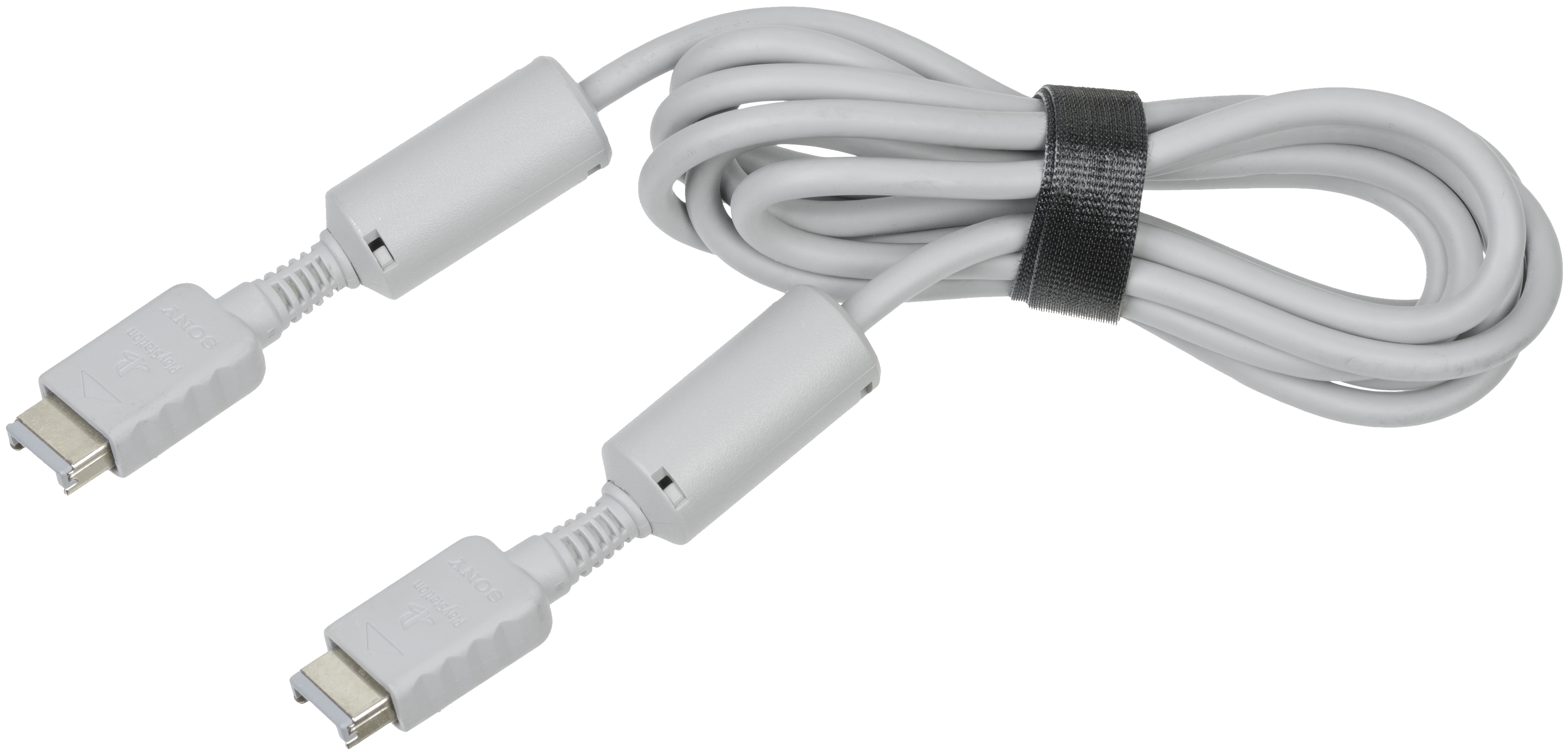
PlayStation Link Cable

- Attacco posteriore tasti (DualShock 4)

## Gamepad
- Controller Playstation (PS1)
- Dual Analog Controller (PS1)
- DualShock (PS1)
- Jogcon (PS1/PS2)
- Negcon (PS1/PS2)
- Special Ascii Joypad (PS1/PS2)
- DualShock 2 (PS2)

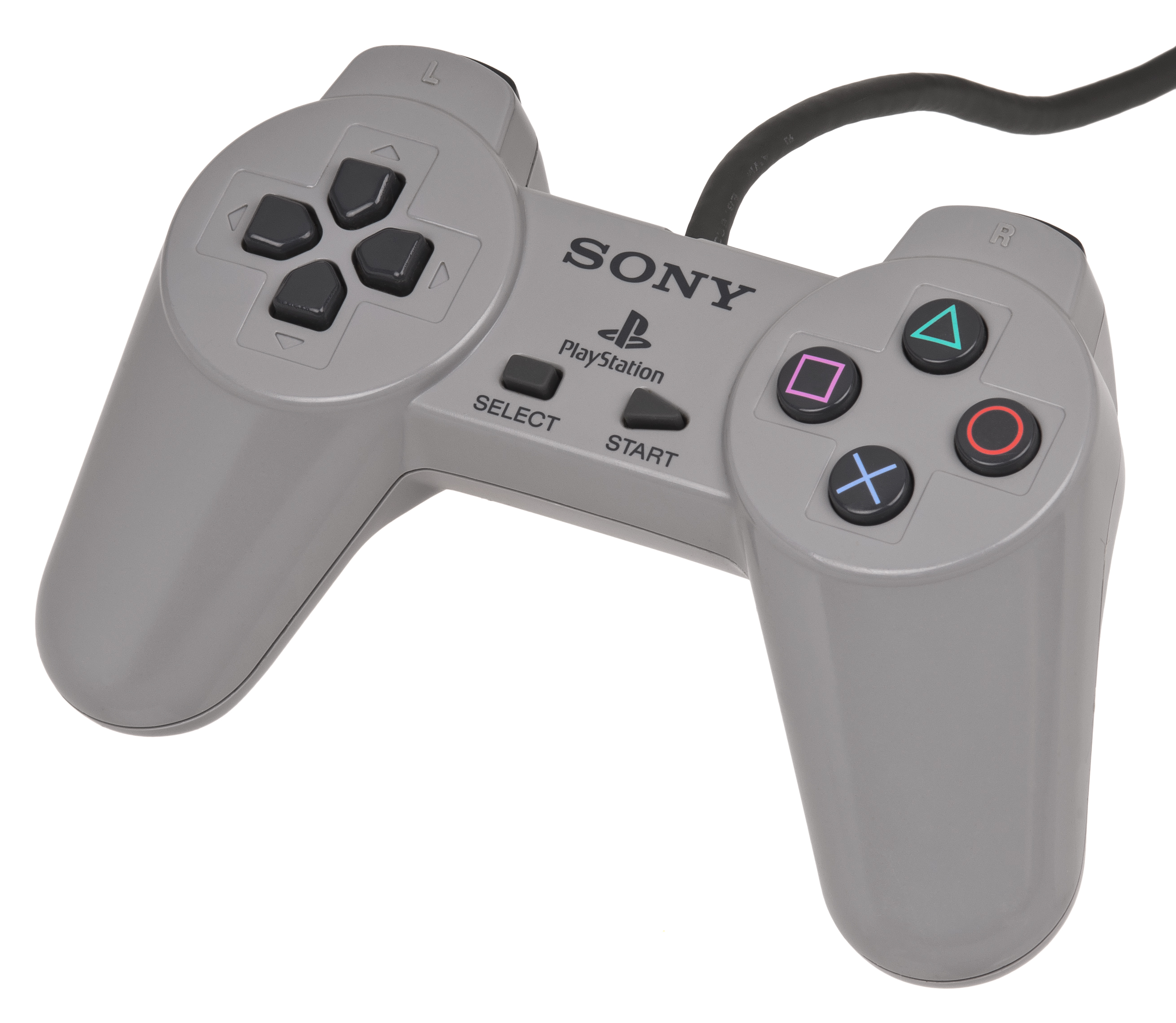
Controller Playstation

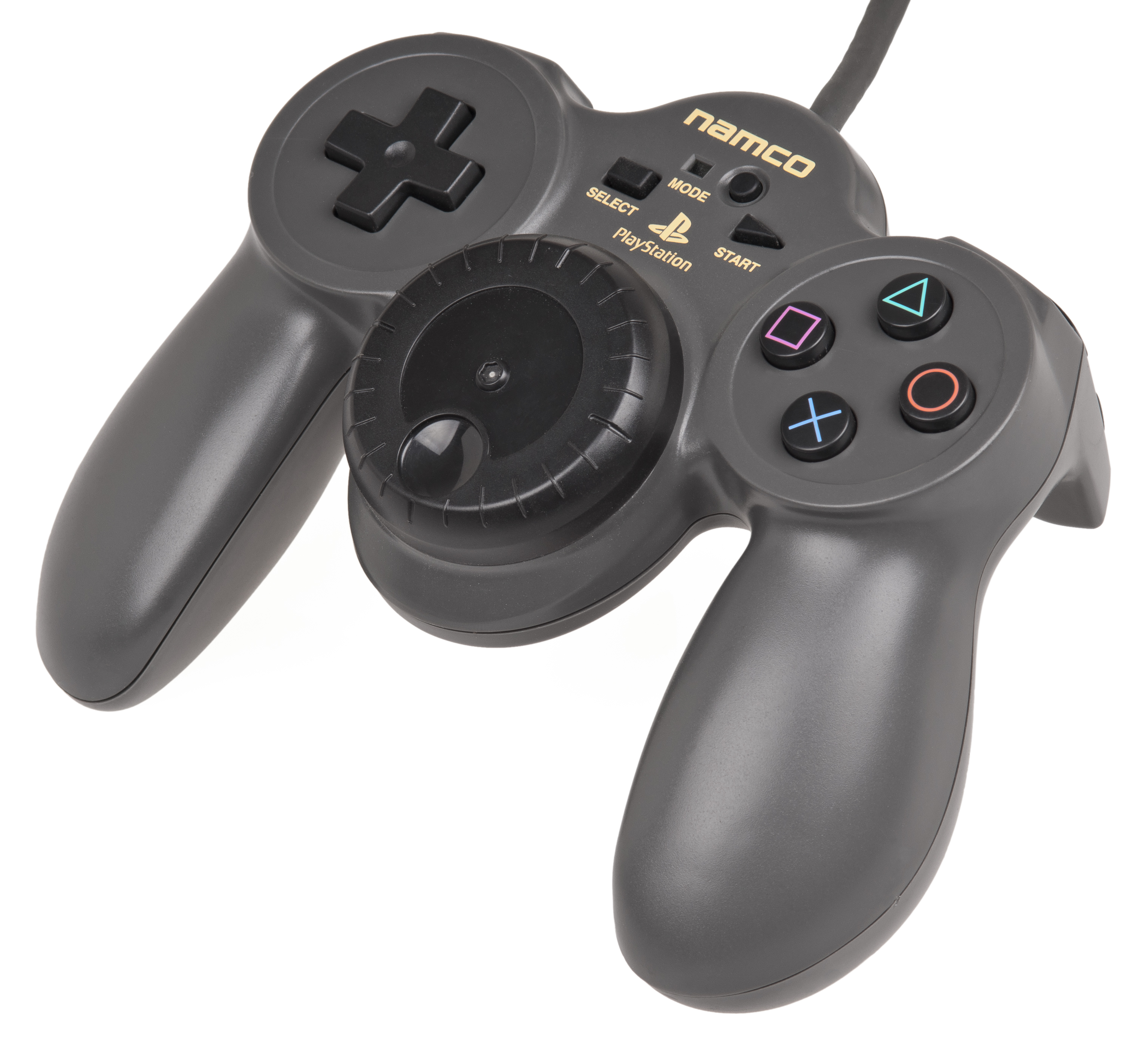
Jogcon

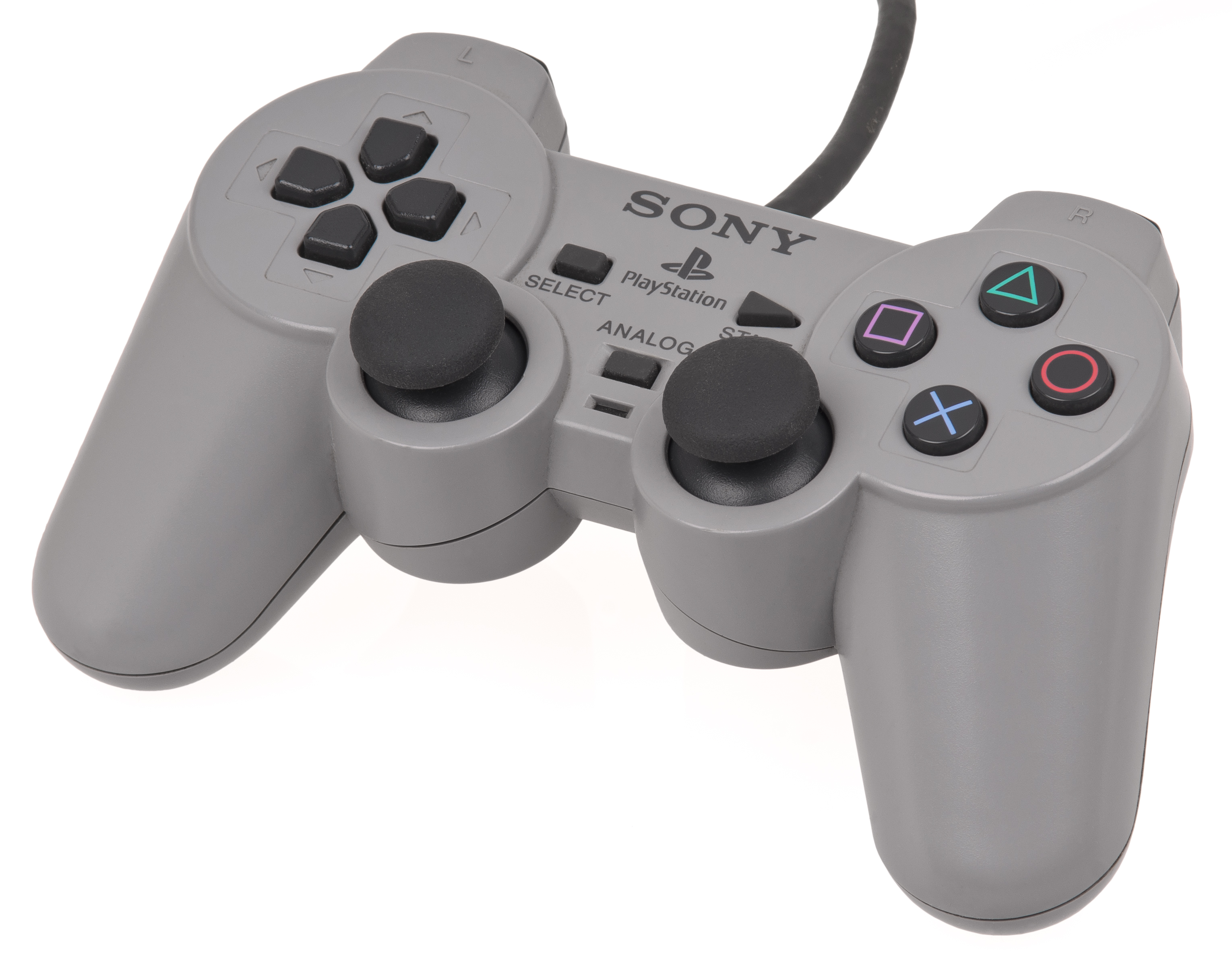
DualShock

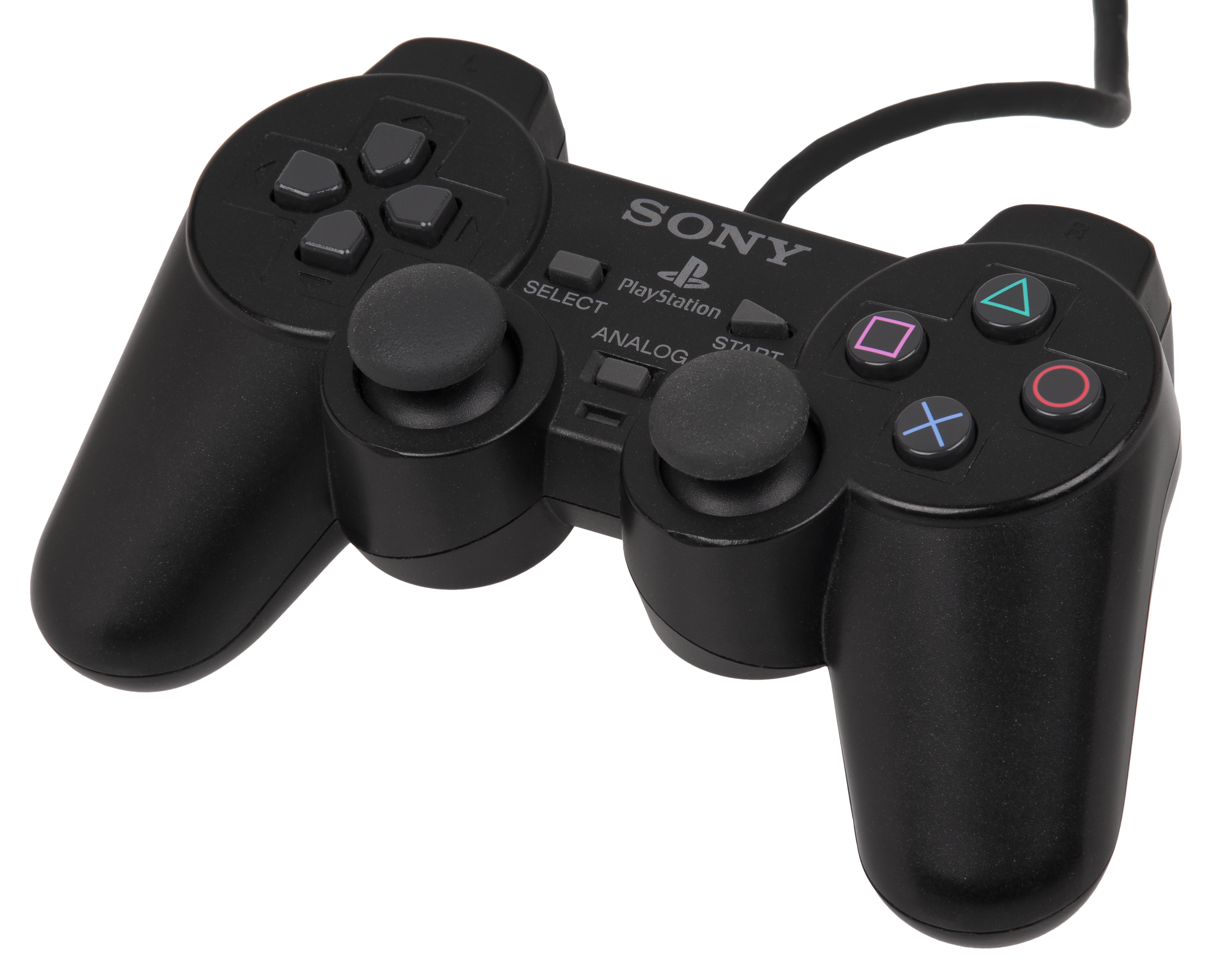
DualShock 2

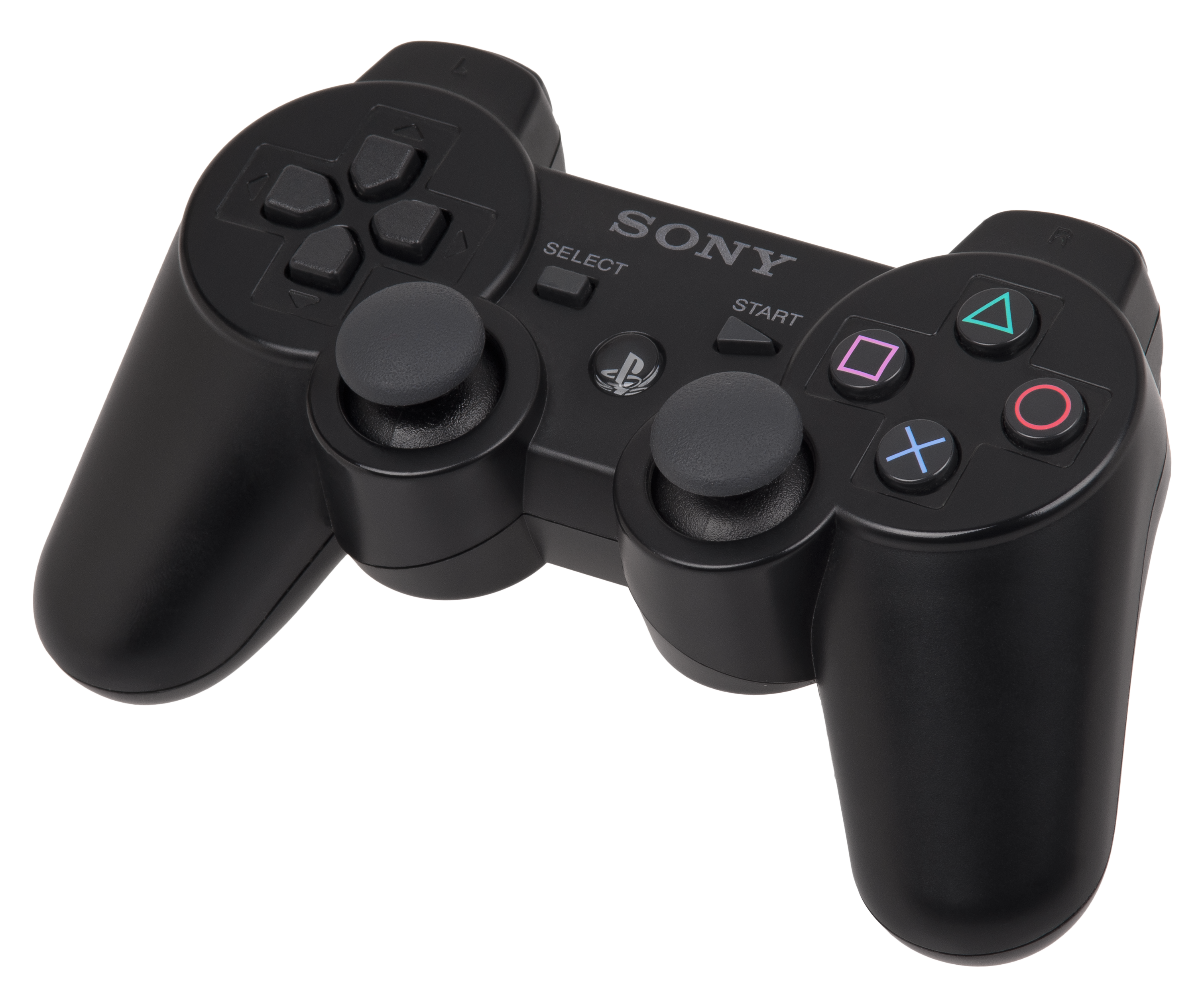
Il DualShock 3

- Buzz! Buzzer (PS2/PS3) - pulsantiera con 4 tasti colorati, per rispondere velocemente a giochi quiz come Buzz!
- SIXAXIS (PS3)
- DualShock 3 (PS3)
- DualShock 4 (PS4)
- DualSense (PS5)

## Joystick

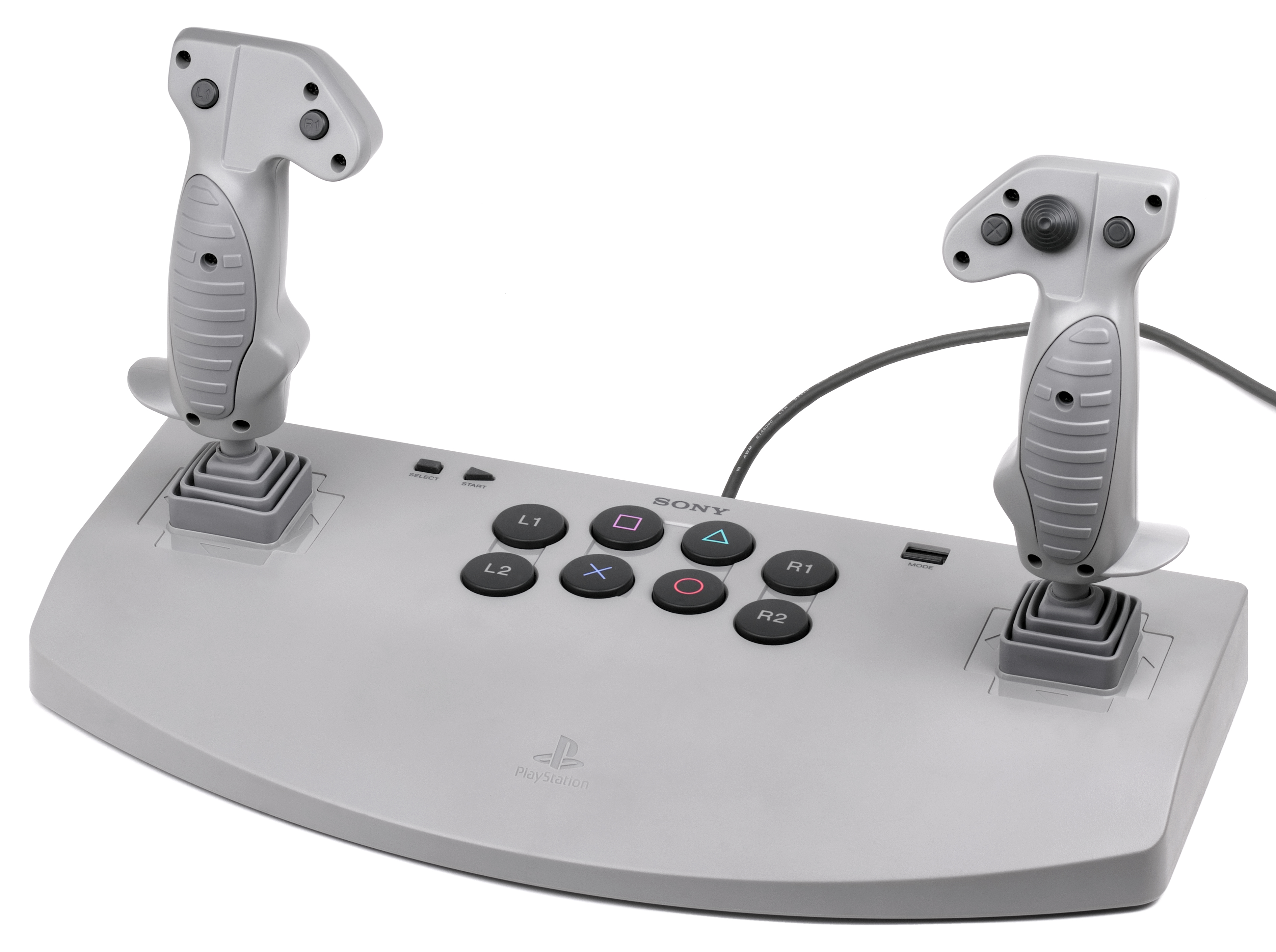
Il FlightStick Analog Controller

- Ascii Specialized Joystick (PS1/PS2)
- FlightStick Analog Controller (PS1/PS2)
- Namco Arcade Stick (PS1/PS2)

## Memorie
- Memory card (PS1/PS2)
- Hard disk (PS2/PS3/PS4)
- SSD (PS5)

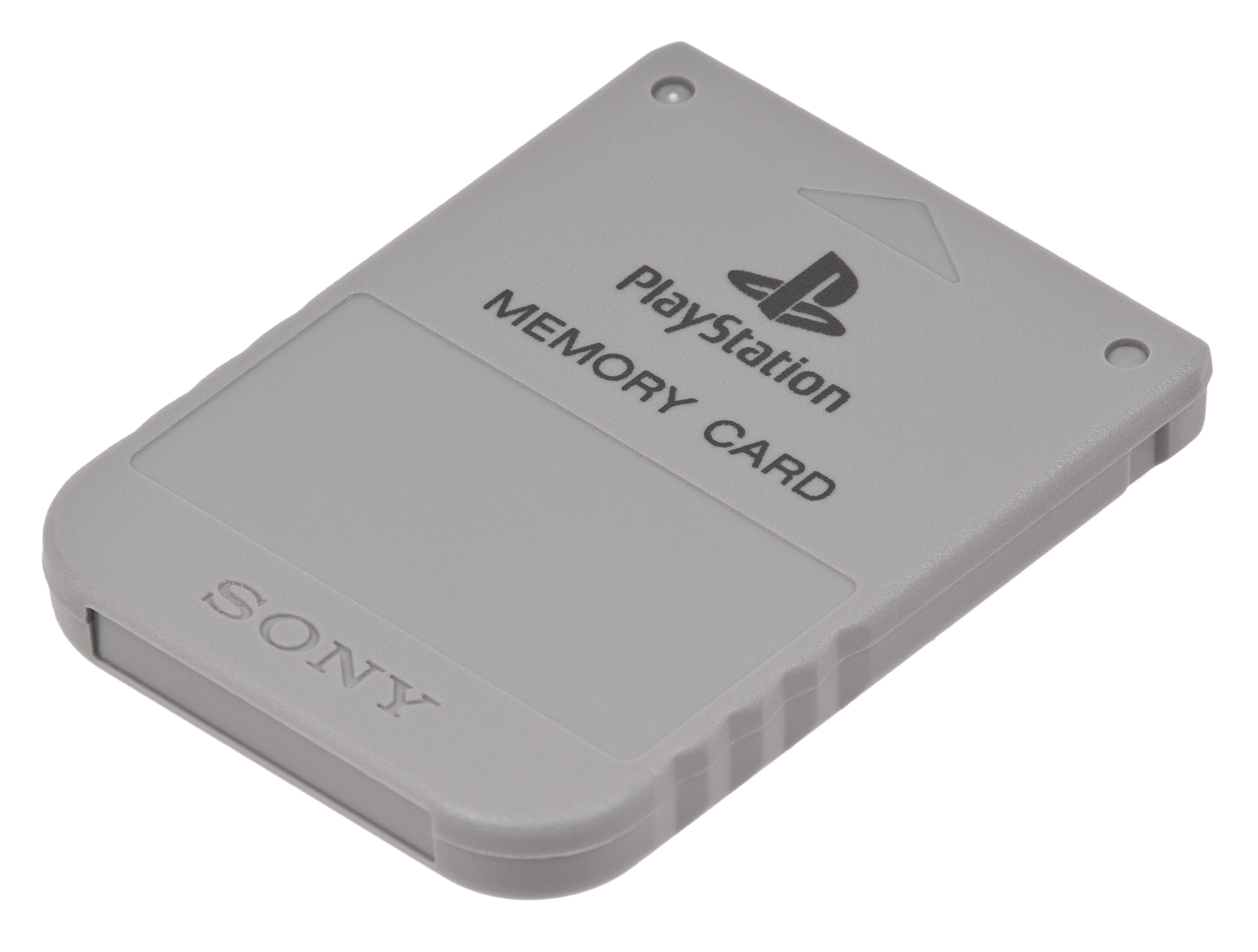
Memory card per PlayStation

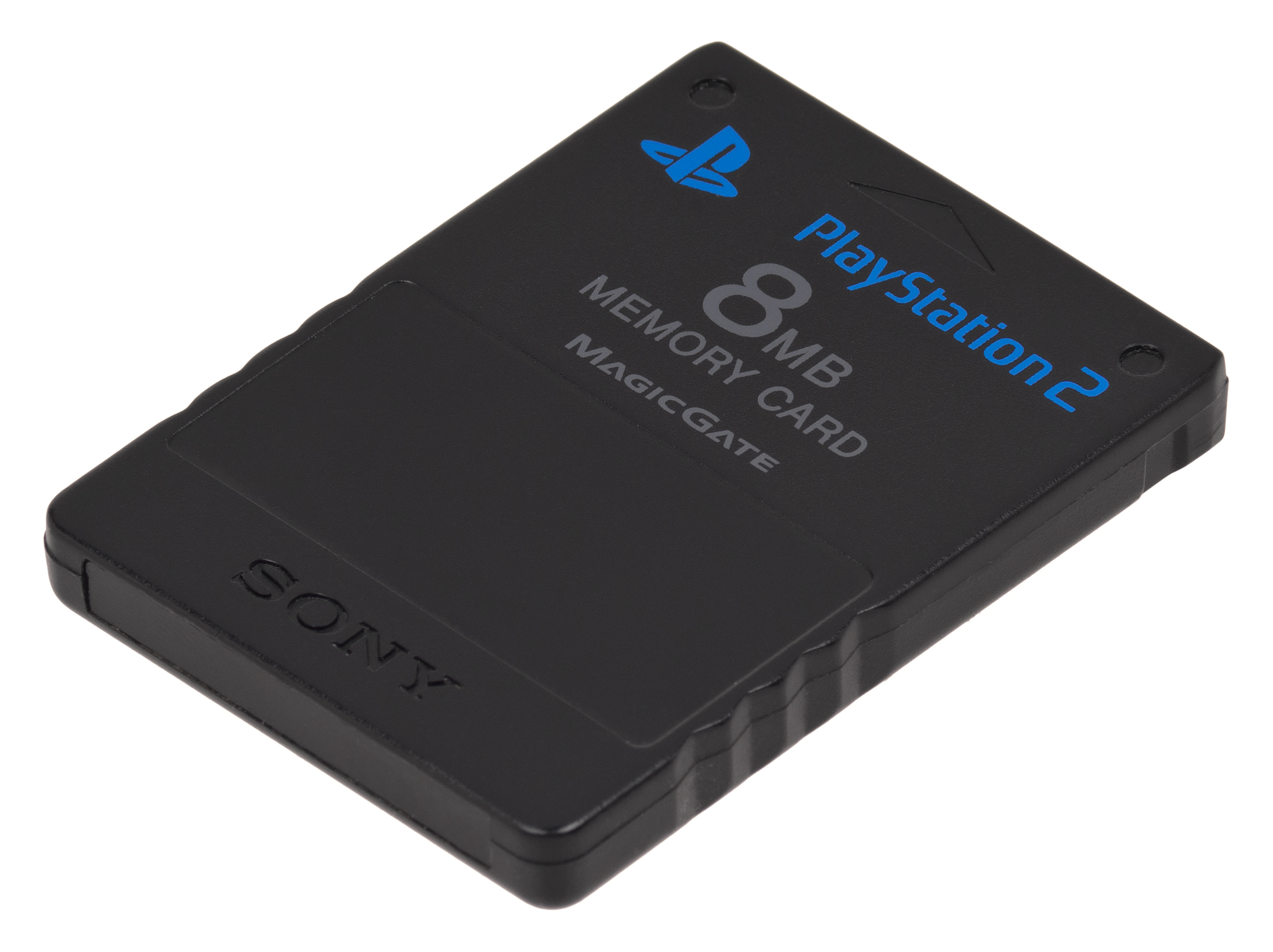
Memory card per PlayStation 2

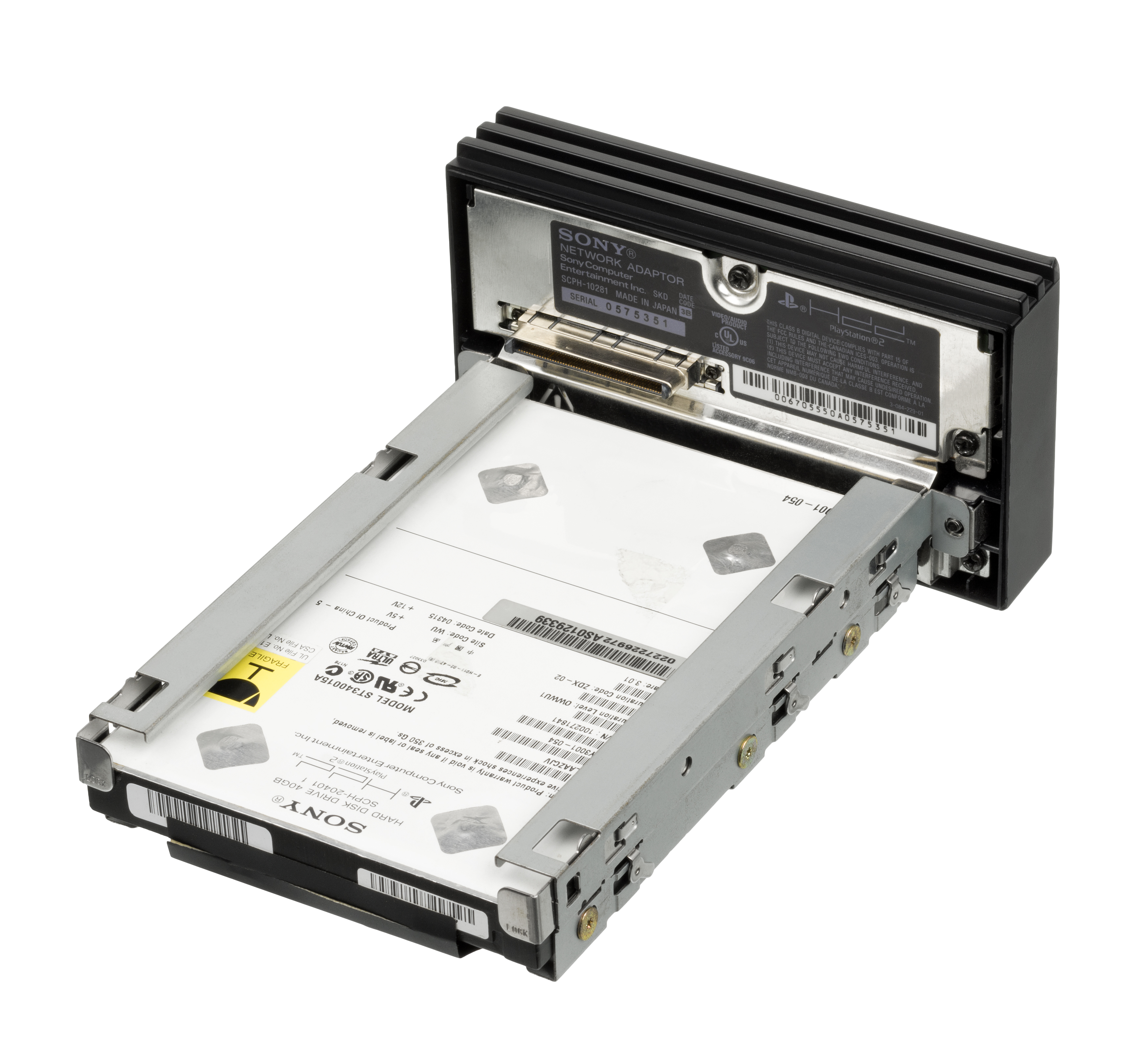
Disco rigido per PlayStation 2

Le schede di memoria Sony della prima generazione per PlayStation sono in formato EEPROM e raggiungono il Megabit (128 Kilobyte), con una velocità di scrittura di 10 Kb/sec permettendo in media 15000 cicli di scrittura. Col diffondersi della console si sono rese disponibili in vari colori: grey, black, island blue, cherry red, crystal, emerald, orange, white, yellow. Sono state prodotte schede di memoria multipagina non ufficiali, prive del marchio Sony, che permettono di superare il limite di 128 Kilobyte (1 megabit), tramite algoritmi di compressione. Il massimo taglio prodotto è di 72 mb, cioè l'equivalente di 72 memory card standard per un totale di 1080 blocchi.
La seconda generazione nata per la PlayStation 2 utilizza una tecnologia completamente diversa, MagicGate, ed è venduta al giocatore in quattro diverse capacità: 8, 16, 32 e 64 Megabyte.
Nella PlayStation 3 le schede di memoria sono state completamente abbandonate, perché all'interno di esse è presente un disco rigido, rimovibile e basato sullo standard SATA (lo stesso adottato dai moderni dischi rigidi per computer superiori ai 100 GB), che permette di tenere in memoria molti salvataggi e giochi scaricati da piattaforme online (es. PlayStation Network).
L'adattatore per leggere le schede di memoria di PlayStation 1 e PlayStation 2 con la PlayStation 3 viene venduto separatamente ed il lettore di schede multiformato (SD, MultiMediaCard, CompactFlash e Memory Stick) è presente solo nelle prime versioni di PlayStation 3.

## Microfoni
- Microfono SingStar (PS2)
- Microfono Guitar Hero (PS2)
- Microfono wireless SingStar (PS3)

## Modificatori di memoria
- Action Replay (non ufficiale) (PS1/PS2)
- GameShark (non ufficiale) (PS1/PS2)

## Mouse

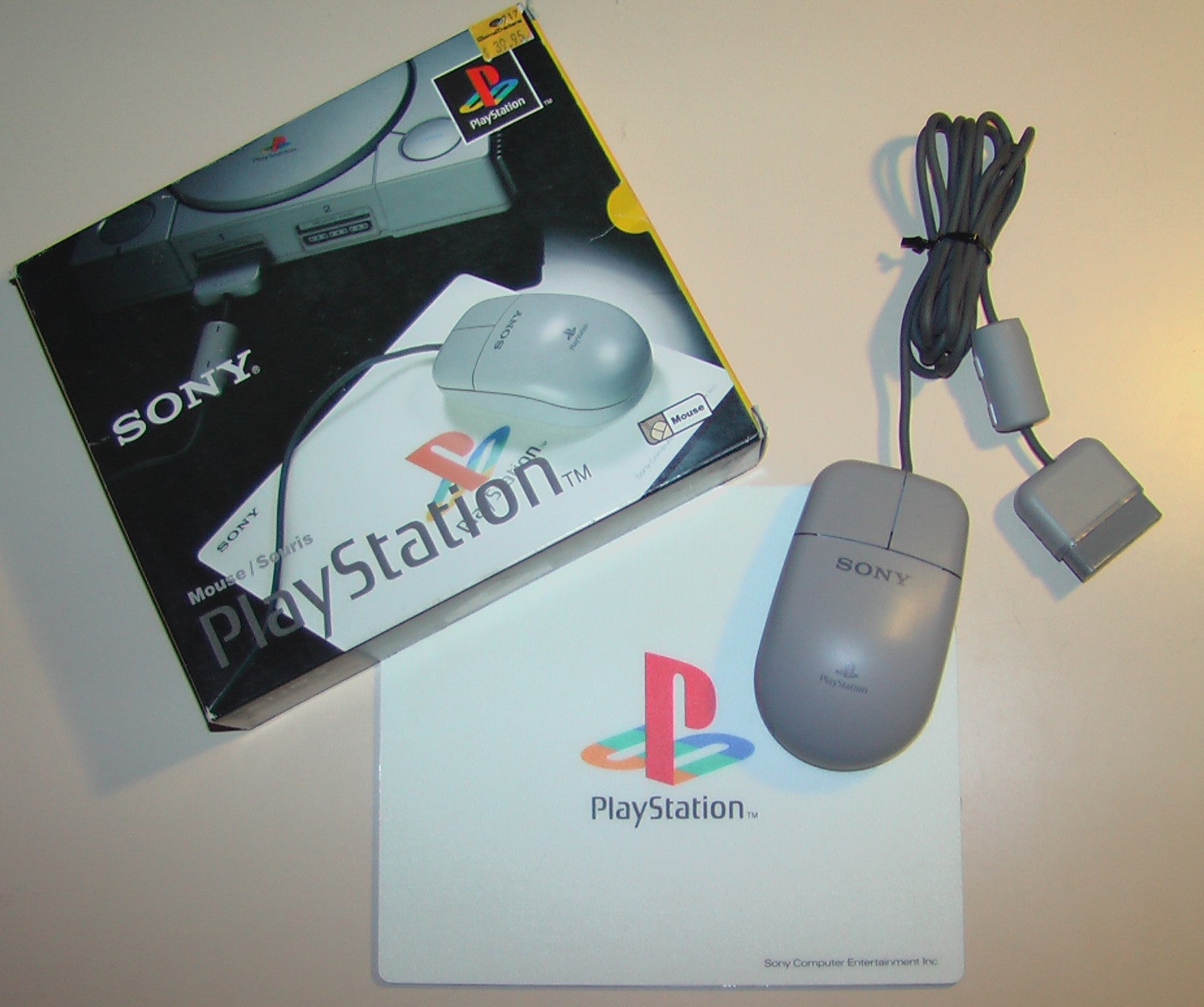
Mouse PlayStation

Il mouse Playstation (PS1/PS2) è un dispositivo di puntamento supportato in avventure punta e clicca e giochi di strategia/gestionali. È un mouse in tutto e per tutto identico a quello di un computer dell'epoca, dotato di cavo, 2 tasti e una sfera sottostante. Assieme al mouse veniva regalato anche il mousepad (o tappetino).

## Pistole
- Namco GunCon (PS1/PS2)
- Namco GunCon 2 (PS2/PS3)
- Namco GunCon 3 (PS2/PS3)
- Nyko Super Cobra
- Scorpion Light Gun
- Avenger Pro Light Gun
- Virtual Pistol
- Panther V Light Gun
- Shock Rattle Light Gun

## Tastiera

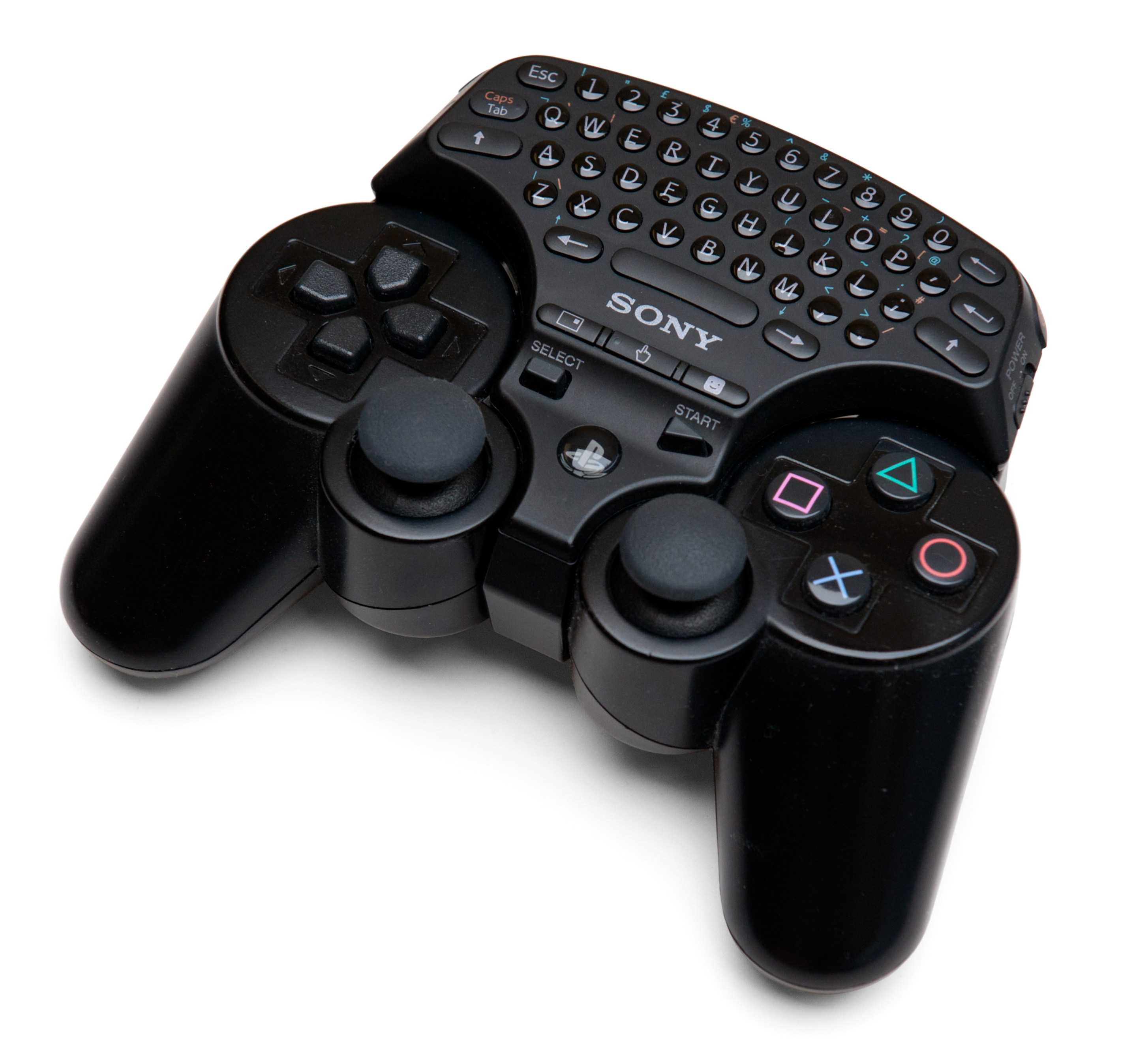
Tastiera Wireless per PS3

- Tastiera wireless (DualShock 3/PS3)

## Tappeti
- Dance Pad

## Telecomandi
- Telecomando DVD (PS2)
- Telecomando Blu-ray Disc (PS3)
- Telecomando Media (PS5)

## Videocamere

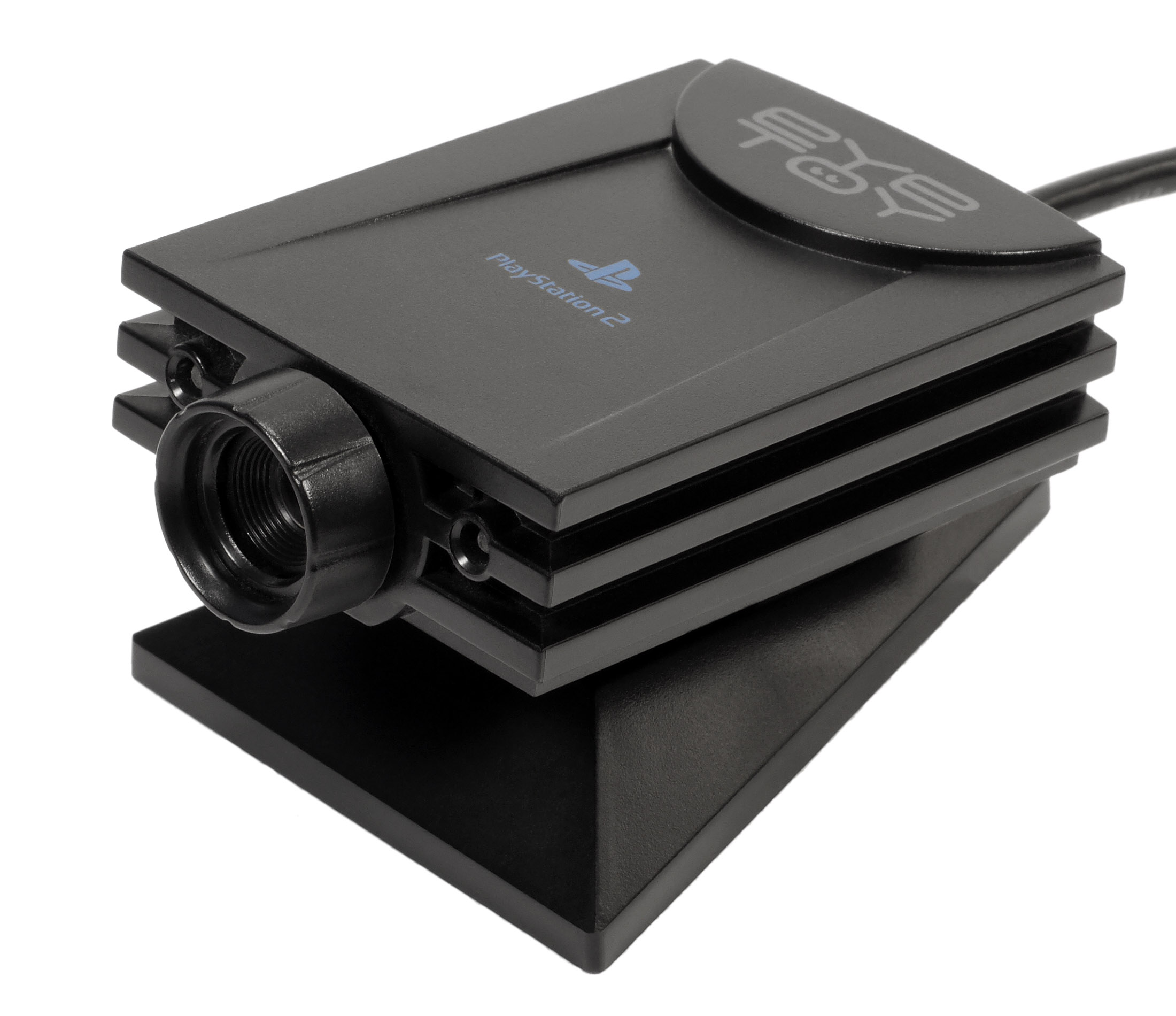
EyeToy

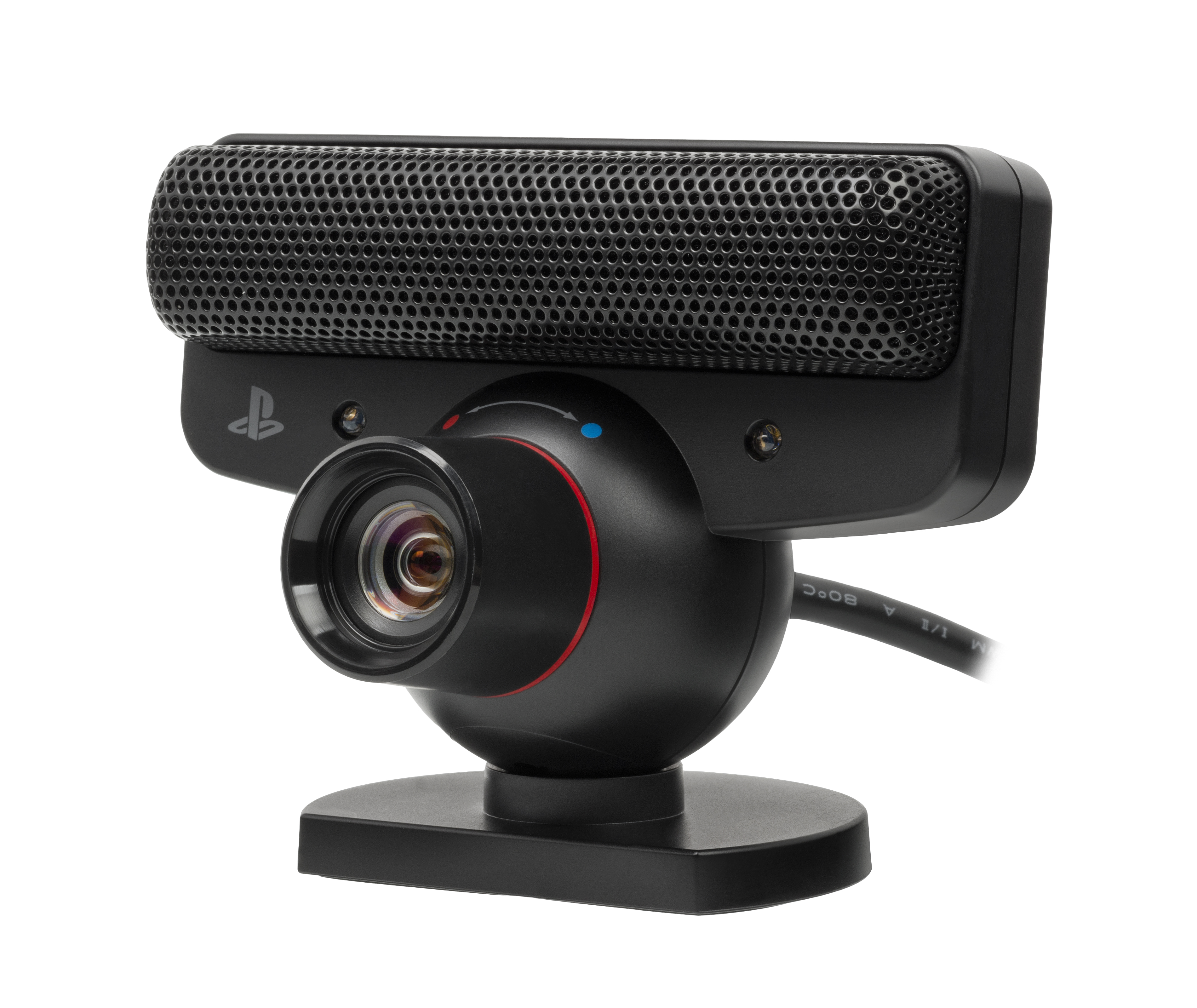
PlayStation Eye

- EyeToy (PS2)
- PlayStation Eye (PS3)
- PlayStation Camera (PS4)
- Telecamera HD (PS5)

## Visore di realtà virtuale

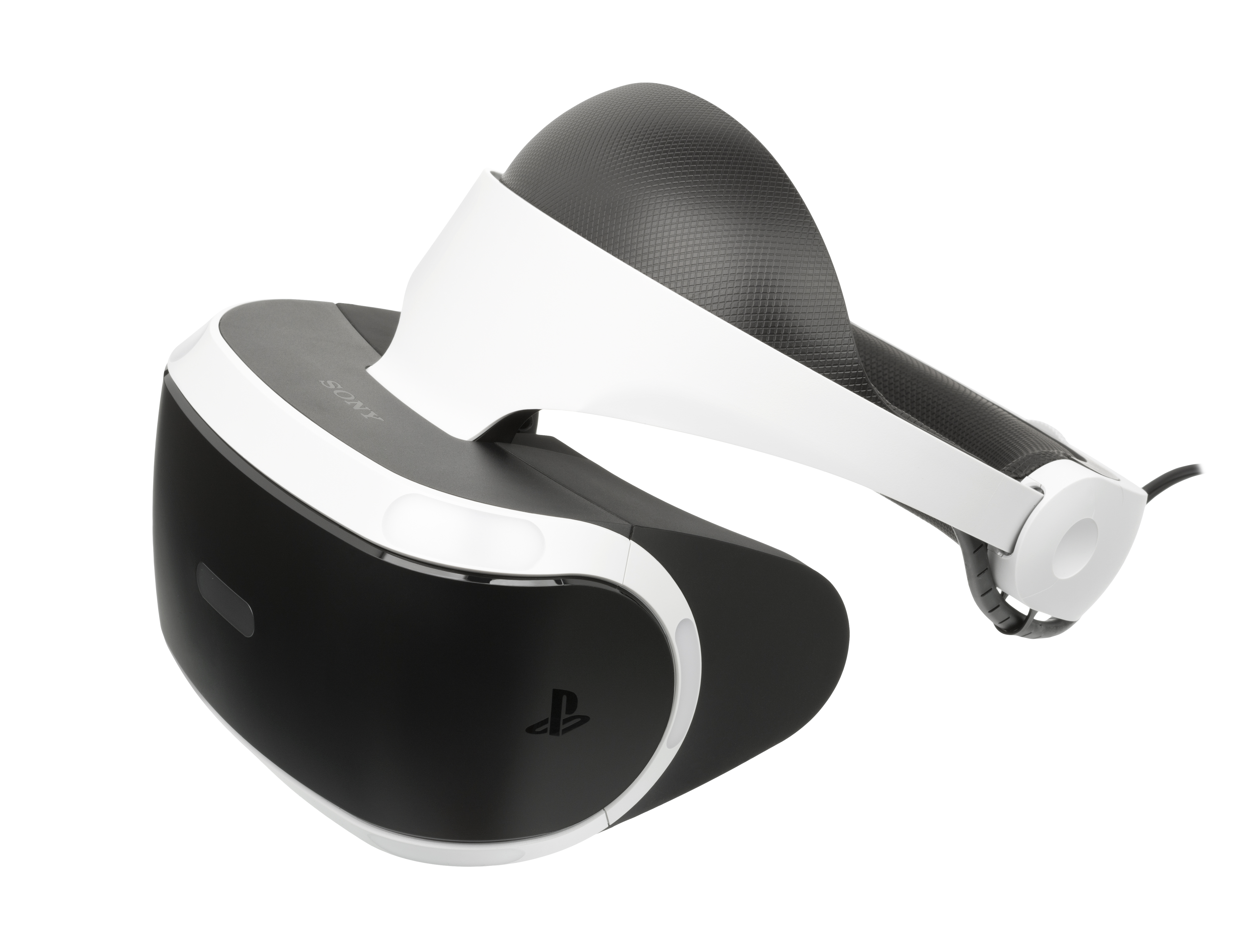
PlayStation VR

- PlayStation VR (PS4/PS5)[1]